# Bobo Brazil
Houston Harris (* 10. Juli 1924 in Little Rock, Arkansas; † 20. Januar 1998 in St. Joseph, Michigan), besser bekannt als Bobo Brazil, war ein US-amerikanischer Wrestler. Er gilt als Pionier für die Integration der Afroamerikaner im Wrestlingsport, hielt als erster Afroamerikaner den NWA Heavyweight Titel und ist seit 1994 Mitglied der WWE Hall of Fame.

## Karriere
Harris begann seine Karriere eigentlich als Boo-Boo Brazil, doch durch einen Fehldruck auf einem Plakat wurde daraus Bobo Brazil.
Zunächst trat Harris ausschließlich gegen andere afroamerikanische Wrestler an. Nach Zuschauerprotesten sahen sich die Promoter jedoch gezwungen, dies zu ändern. Dadurch wurde Harris einer der ersten Afroamerikaner im Wrestling, der gegen weiße Gegner antreten und sie besiegen durfte. Während seiner Laufbahn trat er gegen Wrestling-Größen wie Killer Kowalski, The Sheik, Bruno Sammartino und Andre the Giant an.
Am 18. Oktober 1962 wurde Harris im Kampf gegen Buddy Rogers zum ersten afroamerikanischen NWA Heavyweight Champion. Der Titelwechsel wurde jedoch offiziell nicht von der NWA anerkannt.
Während seiner Karriere wurde Brazil von James Dudley gemanagt, welcher wiederum der erste Afroamerikaner war, der in den USA eine Großveranstaltungs-Halle managte.
1998 verstarb Harris nach einer Reihe von Schlaganfällen. Er hinterließ sechs Kinder.

## Erfolge

### Titel
- Championship Wrestling from Florida
  - 3× NWA Florida Tag Team Championship
- New Japan Pro-Wrestling
  - 2× NWA International Heavyweight Championship
- Maple Leaf Wrestling
  - 1× NWA Canadian Open Tag Team Championship mit „Whipper Billy“ Watson
  - 1× NWA United States Heavyweight Championship
- Midwest Wrestling Association (Ohio)
  - 1× MWA Ohio Heavyweight Championship
  - 3× MWA Ohio Tag Team Championship
- National Wrestling Alliance
  - 9× NWA United States Heavyweight Championship (Detroit)
  - 8× NWA World Tag Team Championship (Detroit)
  - 3× NWA Americas Heavyweight Championship (Hollywood Wrestling)
  - 1× NWA Beat the Champ International Television Championship
  - 4× NWA International Television Tag Team Championship
  - 1× NWA Pacific Coast Heavyweight Championship (Los Angeles Version)
  - 1× NWA United States Heavyweight Championship (San Francisco Version)
- Superstars of Wrestling
  - 1× SoW United States Heavyweight Championship
- World Wrestling Association
  - 2× WWA World Heavyweight Championship (Indianapolis)
  - 1× WWA World Tag Team Championship (Indianapolis)
  - 2× WWA World Heavyweight Championship (Los Angeles)
- World Wide Wrestling Federation
  - 4× WWWF United States Championship

### Auszeichnungen
- World Wrestling Federation
  - WWF Hall of Fame 1994